# Marco Vinicio Cerezo Arévalo

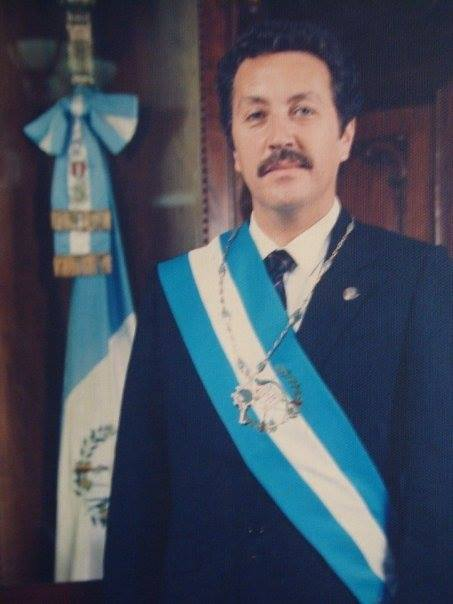
Offizielles Porträt

Marco Vinicio Cerezo Arévalo (* 26. Dezember 1942 in Guatemala-Stadt) ist ein guatemaltekischer Politiker. Er war von 1986 bis 1990 Präsident der Republik Guatemala.

## Leben

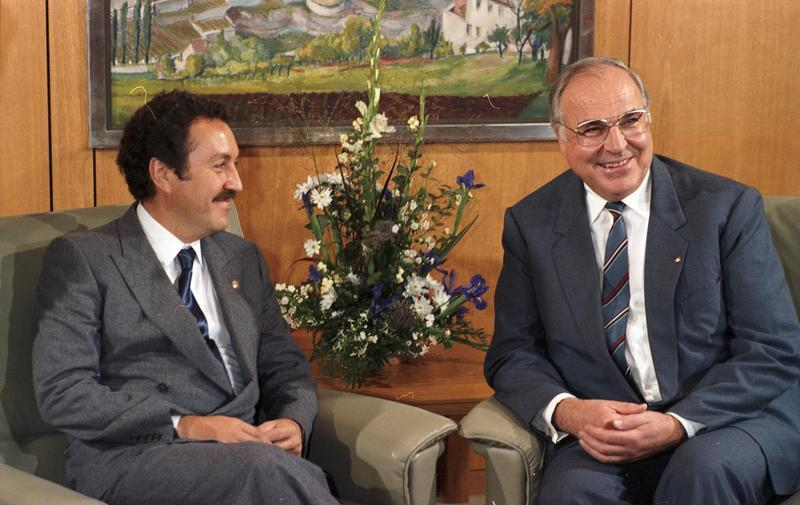
Marco Vinicio Cerezo Arévalo 1986 als Staatsgast bei Helmut Kohl

Arévalo studierte Rechtswissenschaften an der Universidad San Carlos de Guatemala sowie in der Bundesrepublik Deutschland und in Italien. Bereits während seines Studiums war er von 1964 bis 1966 als Präsident der christlich-demokratischen Studentenorganisation politisch aktiv und trat kurz nach Studienabschluss der Christlich-Demokratischen Partei Guatemalas (DCG) bei. Ab 1968 war er als Rechtsanwalt sowie als Leiter der Organisationsabteilung der DCG tätig.
1974 bis 1978 war er Abgeordneter des Kongresses und seit 1976 Generalsekretär der DCG. Der Gewinner der Bürgermeisterwahlen in der Hauptstadt Guatemala-Stadt 1978 und der Parlamentswahlen von 1982 wurde durch Wahlfälschungen um den Sieg gebracht. Während der Präsidentschaft des von Fernando Romeo Lucas García musste die DCG vom Untergrund aus arbeiten. Die Partei war zwar nicht offiziell verboten, aber Verfolgung und Morde an Parteimitgliedern waren an der Tagesordnung. Auch Cerezo überlebte mehrere Mordversuche. Aufgrund dieser Repressionen unterstützte die Partei zunächst den Putsch durch Efraín Ríos Montt, doch während dessen Schreckensherrschaft intensivierten sich Gewalt und Unterdrückung. Ríos Montt begann einen zunehmend evangelikal-fundamentalistischen Personenkult um sich herum aufzubauen und entfremdete sich von der katholisch-konservativen Elite. Der Diktator wurde 1983 abgesetzt und durch Óscar Humberto Mejía ersetzt. Aufgrund der wirtschaftlich desolaten Lage und außenpolitischen Druck – die USA unterstützten inzwischen die Demokratiebewegung – wurde 1984 eine verfassungsgebende Versammlung einberufen.
Bei den Wahlen zur Verfassunggebenden Versammlung 1984 erreichte die DCG das beste Ergebnis der antretenden Parteien und errang bei den Parlamentswahlen am 3. November 1985 sogar die absolute Mehrheit.

### Präsidentschaft
Bei seiner Übernahme war Guatemala ein Land, welches am Rande des Zerfalls stand. Die Wirtschaft lag am Boden und die Gewalt allgegenwärtig. Marco Vinicio Cerezo Arévalo war von 1986 bis 1990 Präsident der Republik Guatemala und begann sofort mit Verhandlungen zum Ende des Guatemaltekischen Bürgerkriegs. Cerezo begann einen Demokratisierungskurs und entließ antidemokratische Militärs wie Rodolfo Lobos Zamora aus dem aktiven Dienst und ernannte stattdessen den pro-demokratischen Jaime Hernández Méndez zum Verteidigungsminister. Dies hatte jedoch zur Folge, dass regierungsnahe Todesschwadronen, die aus dem Umfeld der Mano Blanca entstanden waren, außer Kontrolle gerieten und fortan ein Eigenleben führten. Rechte Paramilitärs und linke Guerillas führten den Bürgerkrieg weiter, während die Regierung ohnmächtig zuschauen musste. 1988 und 1989 gab es zwei erfolglose Putschversuche durch rechte Militärs gegen Cerezo, doch die neue Militärführung unterstützte den Präsidenten.
Die UNRG erklärte sich zu einem Dialog mit der neuen Regierung Cerezo bereit. Am 11. September 1987 erfolgte die Vereinbarung zur Gründung der Comisión Nacional de Reconciliación (Nationale Kommission der Aussöhnung). 1988 begann der sogenannte Diálogo Nacional. 1990 wurde in Madrid ein Abkommen zwischen beiden Seiten geschlossen, welches die Anerkennung der Wahlen durch die Rebellen beinhaltete.
Am Ende seiner Präsidentschaft hatte sich in Guatemala eine halbwegs stabile Demokratie herausgebildet. Bei den Präsidentschaftswahlen am 11. November 1990 wurde Jorge Antonio Serrano Elias, Kandidat des Movimiento de Acción Solidaria (MAS), einer evangelikal konservativen Bewegung, zu seinem Nachfolger als Präsident gewählt. Arévalo übergab sein Amt am 14. Januar 1991, was den ersten demokratischen Machtübergang seit dem Putsch von 1954 bedeutete.